# Operazione Friction
L'operazione Friction (lett. "frizione") è stata un'operazione militare con la quale il Canada contribuì alle operazioni Desert Storm e Desert Shield inviando 4 500 uomini in Iraq tra l'agosto 1990 e il febbraio 1991 con un picco di 2700 uomini nel gennaio 1991.
Durante la guerra nessun militare canadese perì ma molti finita la guerra soffrirono della sindrome della guerra del Golfo.

## Prima della guerra
Precedentemente lo scoppio della guerra la marina canadese occupò due cacciatorpediniere, la HMCS Terra Nova e la HMCS Athabaskan, nel blocco navale ai danni dell'Iraq assieme alla marina americana. Ad esse si unì successivamente la nave ausiliaria HMCS Protecteur che ebbe il compito di consegnare rifornimenti e di supporto medico alle truppe distaccate sul Golfo Persico

## Durante la guerra
Dopo l'autorizzazione dell'Onu ad impiegare forze militari per mettere fine all'occupazione del Kuwait, l'aviazione canadese inviò in Qatar due squadroni di CF-18 Hornet (simili agli F/A-18 Hornet americani), per un totale complessivo di 24 velivoli, e costruì un ospedale militare sempre in Qatar per far fronte alle eventuali vittime dei combattimenti.
Le operazioni offensive canadesi durante il conflitto furono le prime dopo la guerra di Corea.

## Componenti delle forze impiegate

### Quartier generale
Il quartier generale canadese fu insediato il 6 novembre 1990 e fu guidato dal Commodore (Contrammiraglio) Kenneth J. Summers.

### Operazioni navali
Quando le ostilità iniziarono, il 16 gennaio 1991, il Captain (Capitano di vascello) Duncan Miller divenne comandante delle operazioni logistiche internazionali nel Golfo Persico. La HMCS Terra Nova e la HMCS Athabaskan vennero impiegate per scortare le navi ospedale americane USHS Comfort and USHS Mercy. La HMCS Protecteur rifornì molte navi in tutto il golfo.

### Operazioni aeree
Le forze aeree canadesi fornirono supporto alle forze aeree e terrestri della Coalizione pattugliando la zona nord e centrale del Golfo Persico e proteggendo le basi a terra e le forze navali dagli attacchi aerei iracheni. Successivamente i canadesi scortarono i bombardieri su obiettivi strategici e loro stessi (gli CF-18 Hornet) effettuarono 56 bombardamenti contro le truppe irachene.
I canadesi impiegarono anche molti aerei da trasporto:
- 27 Lockheed C-130 Hercules
- 5 CC-137 (varianti del Boeing 707 specifico dell'aviazione canadese)
- 1 CC-144 Challenger (variante del Bombardier Challenger)

### L'ospedale da campo
Un solo ospedale da campo venne inviato dai canadesi. Venne stanziato in Arabia Saudita vicino alla 1ª Divisione corazzata britannica. Entrò in servizio il 25 febbraio 1991 fino al 4 marzo dello stesso anno.